# 侵权行为
侵权行为，又稱不法行為，是指人侵害他人权利或利益的行为。雖然有很多行為同時屬於侵權行為及犯罪，但他們是截然不同的範疇。犯罪可理解為違反對整個社會的義務。刑事追訴權之發動絕大多數由國家提出，亦是國家的職責之一（在特別情況下，個人亦可以提出私人刑事檢控）；相對的，任何人因侵權行為而致使權利遭受侵害，都可以主張自己之權利。

## 侵权与犯罪之比较
侵权与犯罪在主观过错方面存有较大差异。侵权之过错包括故意和过失，而且通常只需认识到自己可归责性即可，并不需要认识到自己行为所可能带来的实际损害。而刑法上的过失不仅仅要认识到自己行为可归责性（违法性），还要意识到自己行为可能引起的危害结果。
但是侵权行为法和刑法有着很大的相似性，最大的相似点是它们侵犯的对象都是某种权利。正是基于这一点，在美国，刑法和侵权法的区别不大；从这一点来说，结合侵权行为法与刑法一起学习，会对整个宪法中的权利有一个充分的了解。
从刑法的历史来看，刑法是从侵权法脱胎而出的。而在大陸法系的法律體系下，則會傾向認為：侵權行為法的功能，是在於對於被害人遭受違法侵害權利時的損害填補；刑法的功能，則是對於違法侵害權利的行為人加以非難、譴責與懲罰。在此不同功能區分之下，侵權行為與犯罪的主觀過錯要件規定自然不同：侵權行為可以包括故意或過失，但刑法則以處罰故意為原則、處罰過失為例外；另外，大陸法系的侵權行為法思想與法制下，損害賠償原則上以被害人實際損害為上限，並不像英美法系承認被害人為了懲罰侵權行為人而可以請求鉅額賠償金。

## 侵权行为責任与契约責任
侵权行为法调整的是一般人之间的法律关系（即「一般保護義務」），與契约法调整的是特定的相对人之间的法律关系（即「特別保護義務」）不同，因此在大陸法系（尤其是德國法）的發展過程中，比起適用範圍不斷膨脹的契約責任（例如締約過失責任、保護第三人效力契約、附隨義務與積極侵害債權理論），侵權責任做為一般保護義務一直以來都被嚴格限縮。
侵权行为法中义务人承担的多为消极的不作为义务，而契约法中由于当事人的接触因而其所承担的往往是积极的义务。另外契约法中通常需要保护当事人之间的信任利益，而侵权法则无。

## 相關
- 盗版，著作權法上的侵权行为
- 加拿大侵權法

## 延伸閱讀
- P.S.A.Pillai's. . 2014. ISBN 978-93-5145-124-2.
- Eoin Quill. . 2014. ISBN 978-0-7171-5970-3.
- Charu Sharma.  1st. 2017. ISBN 9788131250693.